# Nagore
Nagore (Tamil: நாகூர் Nākūr [ˈnaːɡuːr]; auch Nagoor) ist ein islamischer Wallfahrtsort im südindischen Bundesstaat Tamil Nadu. Nagore liegt am rechten Ufer des Kaveri-Mündungsarms Vettaru rund sechs Kilometer nördlich von Nagapattinam und zwölf Kilometer südlich von Karaikal an der Koromandelküste am Golf von Bengalen. Verwaltungsmäßig ist Nagore ein Teil der Stadt Nagapattinam.

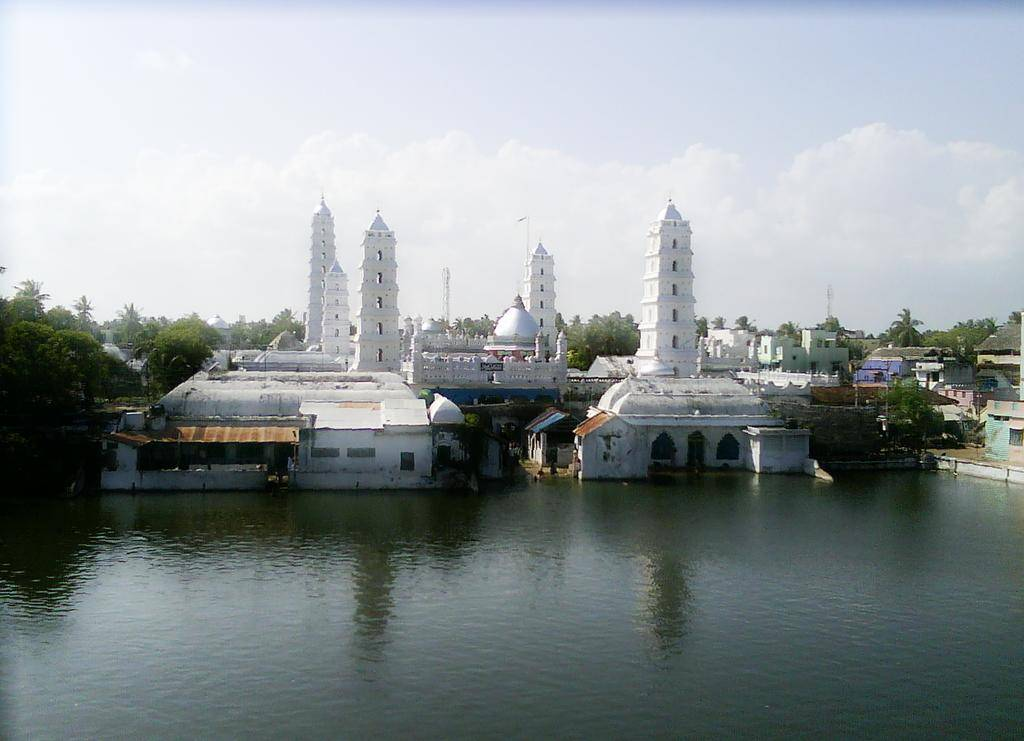
Die Dargah von Nagore

In Nagore befindet sich die Dargah („Heiligengrab“) des Sufi-Heiligen Syed Shahul Hamid Qadir Vali (auch bekannt als Nagore Andavar, „Herr von Nagore“). Der Überlieferung nach wurde dieser im Jahr 1491 als direkter Nachfahre des Propheten Mohammed im heutigen Bundesstaat Uttar Pradesh in Nordindien geboren. Er soll in Gwalior in den mystischen Islam initiiert worden sein und sich danach mit einer Gruppe von Schülern auf die Wanderschaft begeben haben. Dabei soll er zahlreiche Wundertaten vollbracht haben. Nachdem er Afghanistan, Belutschistan und Mekka besucht hatte, sei er nach Südindien gezogen. Angeblich habe er durch seinen Segen den Kinderwunsch des Nayak-Königs von Thanjavur erfüllt, woraufhin dieser ihm ein Stück Land in Nagore geschenkt haben soll. Hier soll er die letzten 28 Jahre seines Lebens bis zu seinem Tod im Jahr 1558 verbracht haben.
Die Dargah von Nagore ist der wichtigste islamische Wallfahrtsort in Tamil Nadu. Sie beherbergt das Grab Syed Shahul Hamid Qadir Valis sowie seines Sohns Syed Mohamed Yoosuf Sahib und seiner Gattin Syed Sultan Beebi Amma Sahiba. Das Grab wird von einer Kuppel bekrönt und von fünf hoch aufragenden Minaretten flankiert. Die Dargah von Nagore gilt als wundertätig und wird daher von zahlreichen Pilgern, darunter auch vielen Hindus, besucht. Jährlich findet im islamischen Monat Jumada l-akhira in Gedenken an den Heiligen das zweiwöchige Kandoori-Fest statt. In Singapur errichteten tamilische Muslime 1828 eine Replik der Dargah von Nagore.